# Melicope lasioneura
Melicope lasioneura är en vinruteväxtart som först beskrevs av Henri Ernest Baillon, och fick sitt nu gällande namn av Henri Ernest Baillon och André Guillaumin. Melicope lasioneura ingår i släktet Melicope och familjen vinruteväxter. Inga underarter finns listade i Catalogue of Life.